# 장호광
장호광(張浩光, Ho-Koang Jang, 1962년 2월 28일~)은 대한민국의 신학자이며 교수이다. 현재 안양대학교 신학대학원에서 조직신학 교수이다. 뮌헨 대학교에서 조직신학으로 석사학위를, 레겐스부르크 대학교에서 조직신학으로 박사학위를 취득하였다. 칼빈신학과 기독교 윤리, 그리고 기독교 철학에 전문학자로 평가받는다. 한국기독교철학회 부회장이며, 2024년 부터 한국복음주의조직신학회 회장으로 역임하고 있다.

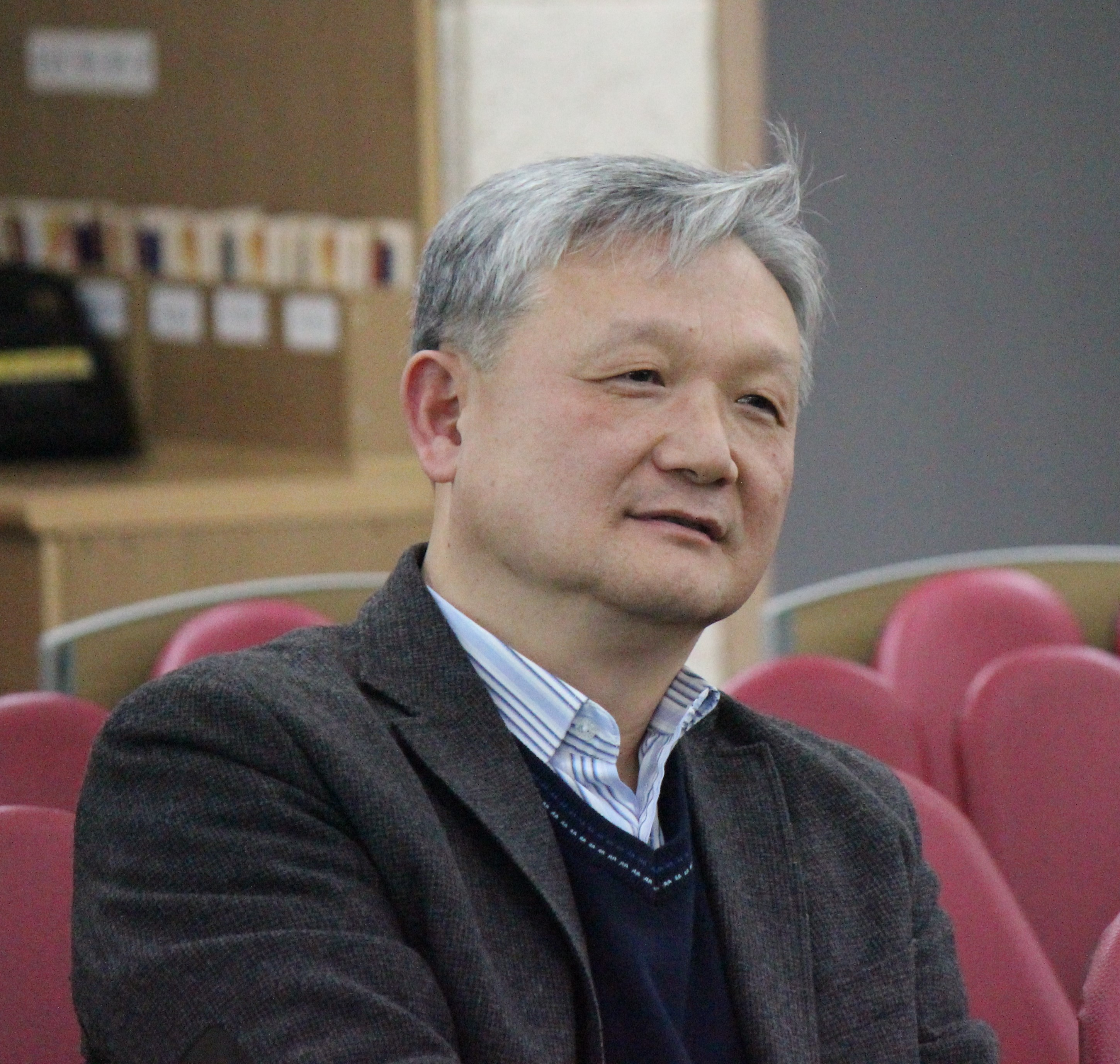
안양대 장호광 교수

## 학력
- 경북대학교 독어독문학과(B.A.)
- 안양대학교 신학대학원 목회학 석사학위(M.Div)
- 독일 뮌헨 대학교(Mag. Th.)
- 독일 레겐스부르크 대학교(Th.D.)

## 경력
- 전) 독일 아우구스부르크 한인교회 전담교역자(1995-1996)
- 전) 나눔의 교회 담임목사(2010-1017)
- 전) 한국기독교철학회 부회장
- (현) 한국복음주의조직신학회 회장 (2024-2026)
- 현) 안양대학교 신학대학원 교수(2004- 현재)

## 저서및 역서
- Die Bedeutung der Leben-Jesu-Forschung fur die systematische Theologie (Berlin: Peter Lang,2005)
- 『몸으로 읽는 성서이야기』 (안양: 안양대학교 출판부, 2005);
- 『일상속에서 만나는 칼빈신학』(킹덤북스, 2017)
- 『칼빈의 신학과 기독교 윤리』 (서울: 잠언, 2009)
- 『그리스도인 홀로서기 주체적 신앙의 지형도』
- 『상호주체성과 기독교윤리학』
- 『키에르케고어의 철학사상에 있어 "동시성"의 신학적 의의와 그 적용성』
- 역서 셀더르하위스, 『중심에 계시는 하나님』(서울: 대한기독교서회, 2009)』

## 같이 보기
- 대한민국의 신학자 목록
- 한국복음주의조직신학회
- 한국기독교철학회